# 中川区大当郎地内老夫婦被害強盗殺人事件
中川区大当郎地内老夫婦被害強盗殺人事件（なかがわくだいとうろうちないろうふうふひがいごうとうさつじんじけん）とは、2006年（平成18年）に愛知県名古屋市中川区で発生した強盗殺人事件。
被疑者は逮捕されておらず、現在も未解決となっている。

## 概要
2006年（平成18年）6月8日午前10時5分ごろ、愛知県名古屋市中川区大当郎三丁目地内において、老夫婦が粘着テープのようなもので縛られて倒れているのを夫の弟が発見、110番通報した。
中川警察署員が駆けつけたときには、妻（当時80歳）は暴行を受けてすでに死亡、夫（当時81歳）も命には別状はなかったものの胸や腹に数か所の打撲を受けていて肋骨5本が折れる大けがを負い、脱水症状を起こしていた。
室内が物色されていたため、愛知県警は強盗殺人事件と見て中川警察署に捜査本部を設置、捜査を開始した。
自宅の郵便受けには新聞が3日分ほどたまっていたが、近隣住民は旅行が趣味の夫婦が家を空けていると考えていたため、不審には思わなかったという。

## 捜査経過
司法解剖の結果、激しい暴行を受けて肋骨を骨折しており、他にも腕や足に皮下出血があったが、死因は特定できなかった。
発見時、2人とも市販の粘着テープで全身を縛られた状態で1階の居間に倒れており、妻は手足を布状のものでも縛られ、うつ伏せの状態だった。
1階は箪笥が全て開けられた状態で、部屋などに数通の預金通帳が散乱するなど徹底して物色された形跡があった。口座はすでに閉鎖されるなど使われていない預金通帳がほとんどだったが、その後、愛知県警が調べたところ、使用していた複数の預金通帳についても室内に残されていたことが確認された。室内からは夫の複数の腕時計や金杯などが見つかったが、現金20万円と懐中時計が持ち去られていた。
玄関は施錠されていたが、風呂場の窓枠のアルミ製格子が工具で切断されていたため、犯人は風呂場から室内に侵入し、犯行後も風呂場から逃走したと見られる。また、夫の弟が室内に入った際は全ての部屋の照明が消灯されていた。
このため、愛知県警は犯人が事前に逃走経路や侵入手段を決めた後、予め現金などに狙いを絞った上で室内を物色し、預金通帳などには手をつけずに現金と懐中時計だけを持ち去った周到な準備に基づく計画的犯行の可能性が高いと見ている。
現場付近では事件が起きる数ヶ月前の間に空き巣被害が多発しており、近隣住民は「いつかこんな事が起こるのではないかと不安に思っていた」と証言した。また、夫は借家数棟やアパートを所有しており、指定口座振込や入居者から直接現金で受け取ったりして家賃収入を得ていたが、現場近くで経営するアパートでは家賃の支払いをめぐるトラブルもあったという。
その後、この事件は2007年（平成19年）5月1日に第1回捜査特別報奨金制度の対象となった。
第1回捜査特別報奨金制度の期限が切れた後も愛知県警は現場付近にある高畑駅でチラシを配布するなどして情報提供を呼びかけている。